# Polux
Polux est un appareil de mesure qui permet de vérifier l'état de poteaux électriques et téléphoniques en bois.

## Description
La technologie Polux permet de réaliser des diagnostics de sécurité et de maintenance. Les mesures permettent de sécuriser l'ascension des poteaux par les opérateurs et de vérifier l'état des bois pour estimer leur durée de vie restante,.

## Historique
La technologie Polux est développée au début des années 1990 par le professeur Jean-Luc Sandoz, dans la continuité du Sylvatest, à la demande initiale de EDF qui posait le double problème de la sécurité et de la durée de vie de leurs poteaux.
En 2003, la technologie est présentée lors du 17e Congrès international des réseaux électriques de distribution de Barcelone[source insuffisante].

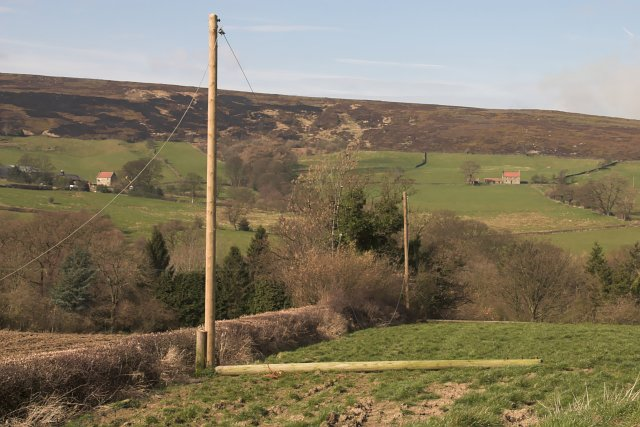
Remplacement d'un poteau

Elle fonctionne avec un logiciel Picus qui exploite les données constituées de mesures de densitométrie locale à la ligne de sol et de mesures hygroscopiques,,.
La technologie Polux continue d'être développée au centre de Recherche et de Développement de l'entreprise CBS-Lifteam, dirigé par Yann Benoit,.
La 5e version permet une collecte et un traitement plus rapide des données, avec un outil miniaturisé et l'application Picus téléchargeable sur smartphone,.
La technologie Polux est présente dans plusieurs pays avec une forte utilisation aux États-Unis, Canada et en Australie,,,.

## Distinctions
- En 2003, le Wall Street Journal décerne le premier prix de l'innovation à la technologie Polux[15].
- En 2006, le 14e symposium international des appareils de tests non destructifs présente les avancées de la technologie[2].
- En 2011, le séminaire international des distributeurs d'énergies électriques présente l'utilisation de la technologie Polux en Allemagne, notamment avec l'exemple de Deutsche Telekom[16].